# Comuna Rotari, Stînga Nistrului
Comuna Rotari este o comună din Unitățile Administrativ-Teritoriale din Stînga Nistrului, Republica Moldova. Este formată din satele Rotari (sat-reședință), Bodeni și Socolovca.
Conform recensământului din anul 2004, populația localității era de 581 locuitori, dintre care 437 (75.21%) moldoveni (români), 109 (18.76%) ucraineni si 31 (5.33%) ruși.